# Harmonie vocale

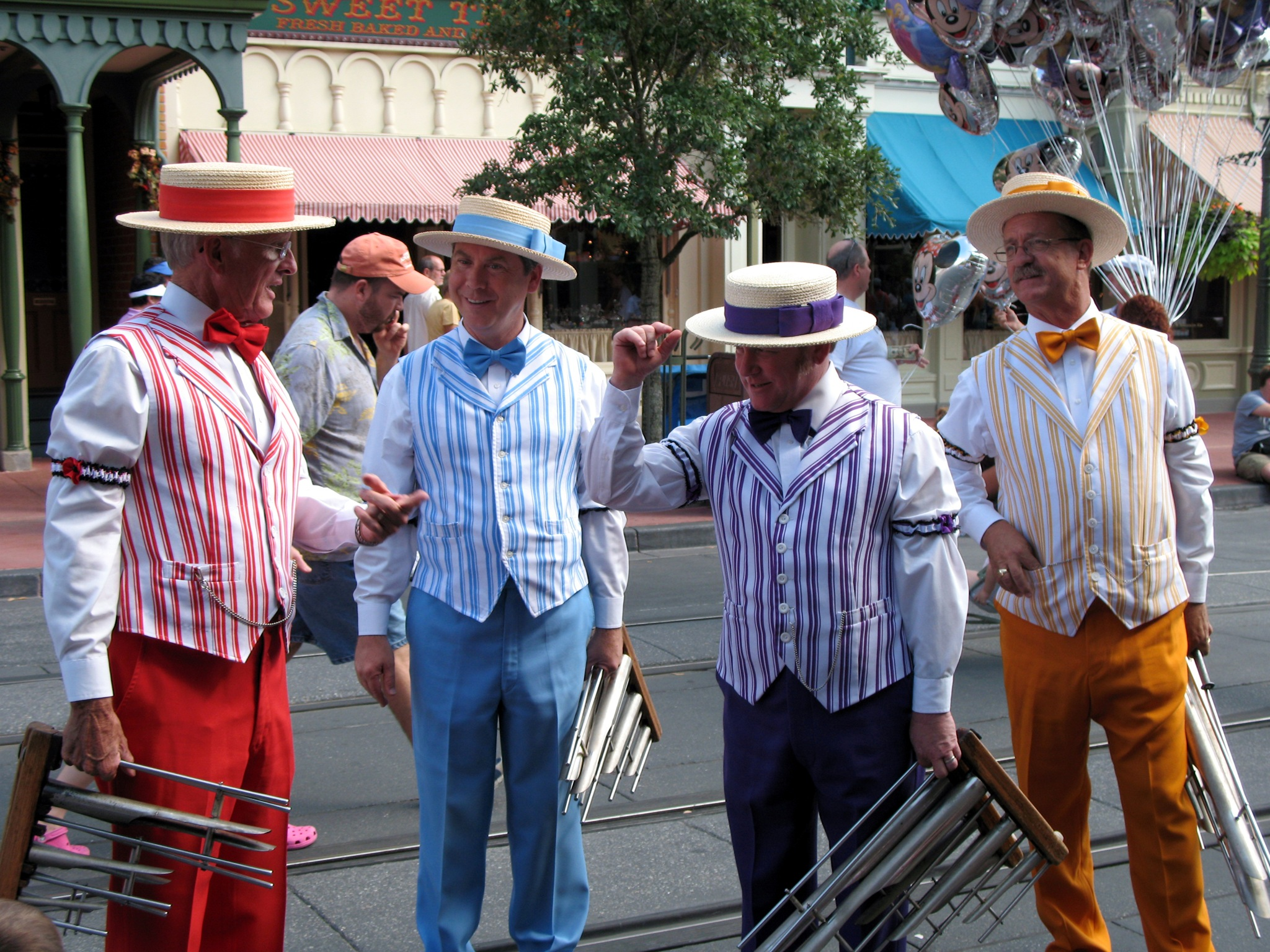
Les Dapper Dans, un quatuor Barbershop chantant en harmonie à quatre voix au Walt Disney World.

L'harmonie vocale est un style de musique vocale dans lequel une ou plusieurs notes consonantes sont chantées simultanément au sein d'une mélodie principale dans une texture à prédominance homophonique. Les harmonies vocales sont utilisées dans de nombreux sous-genres de la musique classique européenne, y compris la musique chorale classique et l'opéra, et dans les styles populaires de nombreuses cultures occidentales allant des chansons folkloriques et des pièces musicales de théâtre aux ballades rock. Dans le style le plus simple de l'harmonie vocale, la mélodie vocale principale est soutenue par une seule ligne vocale, soit à une hauteur supérieure ou inférieure à la ligne vocale principale, souvent en tierce ou en sixte qui correspondent à la progression d'accords utilisée dans la chanson. Dans des arrangements d'harmonie vocale plus complexes, différents choristes peuvent chanter deux ou même trois autres notes en même temps que chacune des notes de la mélodie principale, principalement en tierces, sixtes et quintes consonantes et agréables à l'oreille (bien que des notes dissonantes puissent être utilisées sous forme de courtes notes de passage).

## Dans la musique classique
Les harmonies vocales constituent une partie importante de la musique classique occidentale depuis leur introduction à la Renaissance dans les mélodies de messe harmonisées en tierces et sixtes à consonance douce. Avec la montée d'hymnes choraux à l'église luthérienne, les congrégations chantent des airs arrangés en une harmonie vocale à quatre ou cinq parties. À l'ère romantique de la musique des années 1800, l'harmonisation vocale devient plus complexe et les arrangeurs commencent à inclure des harmonies plus dissonantes. Les opéras et la musique chorale de l'époque romantique utilisent des harmonies vocales tendues avec des intervalles augmentés et diminués en tant qu'outil important pour souligner le drame de la musique. Avec la musique contemporaine des années 1900 et 2000, les compositeurs demande des contributions de plus en plus difficiles aux chœurs qui chantent en harmonie vocale, telles que des instructions pour chanter des notes microtonales ou faire des sons percussifs.

## Dans la musique populaire
Pour chanter une harmonie vocale dans un contexte pop ou rock, les choristes doivent être capables d'ajuster la hauteur de leurs notes afin qu'elles soient en phase avec la hauteur du chanteur principal et les instruments du groupe. De plus, le rythme des parties des chœurs d'harmonie doit être en phase avec le chanteur principal et la section rythmique. Alors que certains groupes utilisent des voix d'harmonie relativement simples, avec de longues notes d'harmonie vocale lentes soutenant la voix principale pendant les sections de chœur, d'autres groupes font des choristes des partenaires de même niveau que le chanteur principal. Dans les groupes plus vocaux, les choristes peuvent avoir à chanter des parties complexes qui exigent une agilité vocale et une sensibilité égales à celles de la ligne vocale principale. Habituellement, les groupes de pop et de rock utilisent des voix d'harmonie pendant que le reste du groupe joue. Cependant, comme effet, certaines voix d'harmonie rock et pop sont faites a cappella, sans accompagnement instrumental. Ce procédé est devenu largement utilisé dans la section chorus de fin des ballades hard rock et heavy metal des années 1980 et 1990, ainsi que dans le punk d'horreur (qui cite l'influence du heavy metal et du doo-wop).

### Autres rôles
Alors que certains groupes utilisent des choristes qui ne chantent que lorsqu'ils sont sur scène, il est courant que les ceux-ci aient d'autres rôles lorsqu'ils sont sur scène. Dans de nombreux groupes de rock et de métal, les choristes jouent également des instruments, tels que des claviers, de la guitare rythmique ou de la batterie. Dans les groupes latins ou afro-cubains, ils peuvent jouer des instruments à percussion ou des shakers tout en chantant. Dans certains groupes de pop et de hip-hop et dans le théâtre musical, ils peuvent être tenus d'exécuter des routines de danse minutieusement chorégraphiées pendant qu'ils chantent à travers des microphones de casque.

### Harmonie Barbershop

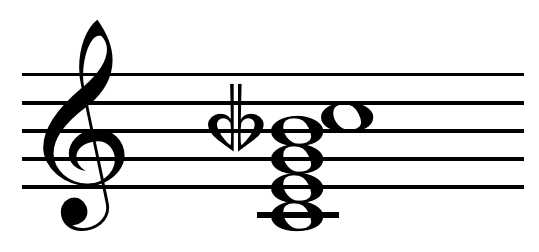
Exemple d'accord de septième en do (composé d'un accord parfait majeur et d'une septième mineure)

L'un des styles d'harmonie vocale les plus complexes est l'harmonie Barbershop, dans lequel la mélodie est harmonisée en quatre parties. Dans un tel arrangement, chaque voix a son propre rôle: généralement, le lead (en) chante la mélodie, le ténor s'harmonise au-dessus de la mélodie, la basse chante les notes d'harmonisation les plus basses et le baryton complète l'accord, généralement sous le lead. Ce style d'harmonie, généralement chanté en quatuor, est particulièrement susceptible d'utiliser davantage d'accords de septième dominants dissonants et « tendus » que les groupes pop ou rock.

### Groupes Doo-wop
Le Doo-wop est un style de musique rythmique et blues basé sur la voix, qui se développe dans les communautés afro-américaines dans les années 1940 et qui atteint une popularité grandissante aux États-Unis dans les années 1950 au début des années 1960. Il utilise des harmonies vocales douces et consonantes, avec un certain nombre de chanteurs imitant des instruments tout en chantant des syllabes absurdes. Par exemple, dans la chanson des Ravens Count Every Star (1950), les chanteurs imitent le son de pincement « doomph, doomph » d'une contrebasse. Les succès les plus célèbres incluent In the Still of the Night (I Remember) de The Five Satins et Get a Job (en) de The Silhouettes, un tube de 1958. Le style Doo-wop reste populaire jusqu'à l'invasion britannique de la pop rock en 1964.

## Voir également
- A cappella
- Festival de concours d'harmonie a Cappella (en)
- Barbershop
- Arrangement Barbershop (en)
- Harmonie étroite et ouverte
- Harmonie tonale